# Nico Jansen
Nico Jansen (Amsterdam, 15 gennaio 1953) è un ex calciatore olandese di ruolo attaccante.

## Palmarès
- Coppa Piano Karl Rappan: 1

RWD Molenbeek: 1978